# Liste der Biografien/Grac
Liste der Biografien |
Portal Biografien |
Personensuche
# |
A |
B |
C |
D |
E |
F |
G |
H |
I |
J |
K |
L |
M |
N |
O |
P |
Q |
R |
S |
T |
U |
V |
W |
X |
Y |
Z |
?
 
Ga |
Gb |
Gc |
Gd |
Ge |
Gf |
Gh |
Gi |
Gj |
Gk |
Gl |
Gm |
Gn |
Go |
Gp |
Gq |
Gr |
Gs |
Gu |
Gv |
Gw |
Gy |
Gz
 
Gra |
Grb–Grd |
Gre |
Grg |
Gri |
Grj |
Grk |
Grl |
Grm |
Gro |
Grs |
Gru |
Gry |
Grz
 
Graa |
Grab |
Grac |
Grad |
Grae |
Graf |
Grag |
Grah |
Grai |
Graj |
Grak |
Gral |
Gram |
Gran |
Grao |
Grap |
Grar |
Gras |
Grat |
Grau |
Grav |
Graw |
Gray |
Graz
Die Liste der Biografien führt alle Personen auf, die in der deutschsprachigen Wikipedia einen Artikel haben. Dieses ist eine Teilliste mit 93 Einträgen von Personen, deren Namen mit den Buchstaben „Grac“ beginnt.

## Grac
- Gráč, Daniel (1943–2008), slowakischer Radrennfahrer

### Graca
- Graca Amaral, Felisberto Sebastião da (* 1982), angolanischer Fußballspieler
- Graça Amorim, Maria do Nascimento da, são-toméische Politikerin
- Graça Diogo, José da (1956–2022), Politiker in São Tomé und Príncipe
- Graça Moura, Vasco (1942–2014), portugiesischer Politiker, MdEP, Schriftsteller und Übersetzer
- Graça, Carlos da (1931–2013), são-toméischer Politiker, Premierminister von São Tomé und Príncipe
- Graça, Jaime (1942–2012), portugiesischer Fußballspieler
- Graça, Joaquim José da (1825–1889), portugiesischer Militär und Kolonialverwalter
- Graça, Ricardo (* 1997), brasilianisch-portugiesischer Fußballspieler
- Graca, Zbigniew (* 1953), polnischer Dirigent
- Gračanin, Petar (1923–2004), jugoslawischer bzw. serbischer Politiker und General
- Graças, Maria das (* 1955), brasilianische Schauspielerin

### Gracc
- Gracchus, Gaius Sempronius (153 v. Chr.–121 v. Chr.), römischer Politiker
- Gracchus, Tiberius Sempronius (162 v. Chr.–133 v. Chr.), römischer PolitikerTiberius Sempronius Gracchus (162 v. Chr.–133 v. Chr.)

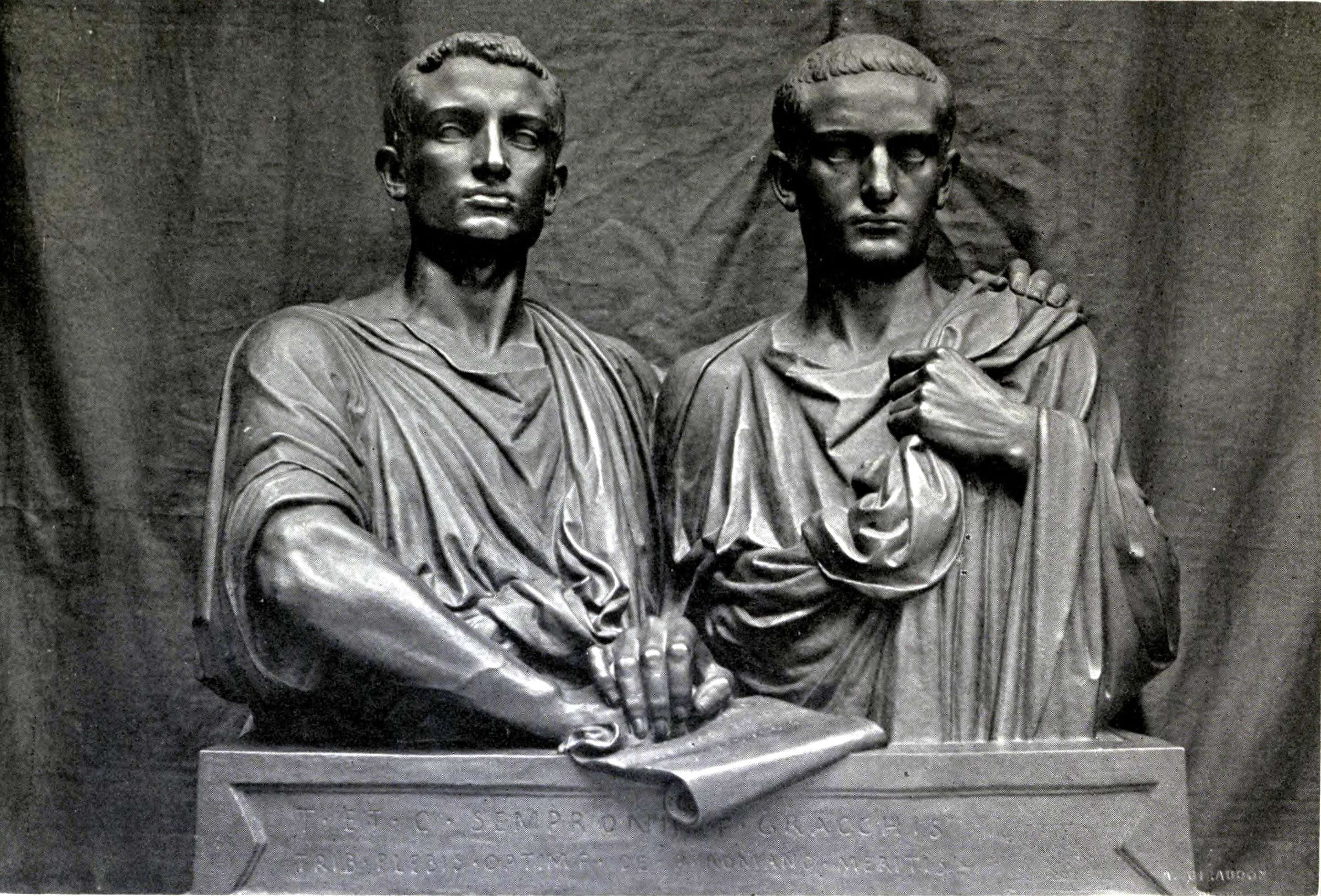
Tiberius Sempronius Gracchus (162 v. Chr.–133 v. Chr.)

### Grace
- Grace, Adalyn (* 1994), US-amerikanische Romanautorin
- Grace, Akiko (* 1973), japanische Jazzmusikerin
- Grace, April (* 1962), US-amerikanische Schauspielerin
- Grace, Betty († 1992), englische Badmintonspielerin
- Grace, Chris (* 1946), britischer Produzent
- Grace, Clara (* 1865), britische Radsportlerin
- Grace, David (* 1985), englischer Snookerspieler
- Grace, Dinah (1916–1963), deutsche Tänzerin und SchauspielerinDinah Grace (1916–1963)

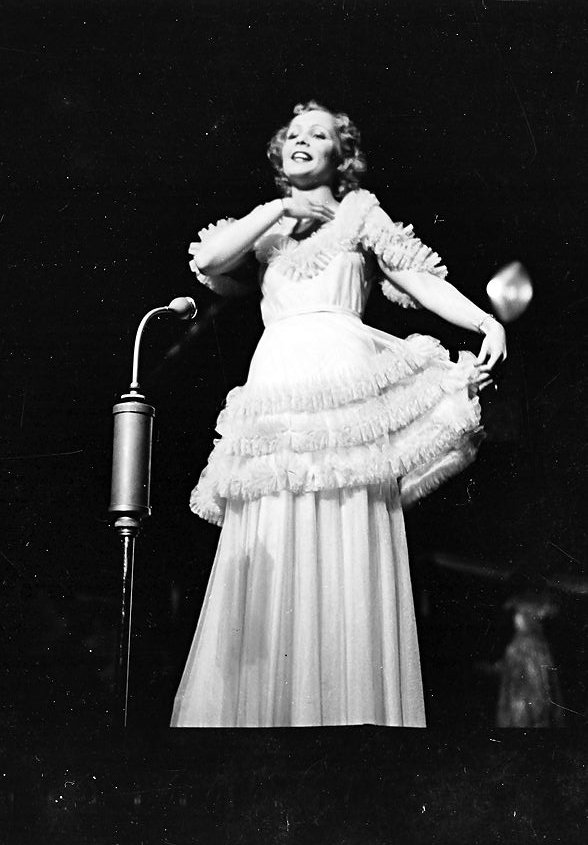
Dinah Grace (1916–1963)

- Grace, Frederick (1884–1964), britischer Boxer
- Grace, George W. (1921–2015), US-amerikanischer Anthropologe und Linguist
- Grace, Glennis (* 1978), niederländische Popsängerin
- Grace, Henry (1907–1983), US-amerikanischer Ausstatter und Filmarchitekt
- Grace, Jeff (* 1975), US-amerikanischer Komponist
- Grace, Justin (* 1970), neuseeländischer Bahnradsportler und Radsporttrainer
- Grace, Kate (* 1988), US-amerikanische Leichtathletin
- Grace, Kenya, britisch-südafrikanische Singer-Songwriterin und Musikproduzentin
- Grace, Leslie (* 1995), US-amerikanische Sängerin, Songwriterin und Filmschauspielerin
- Grace, Maggie (* 1983), US-amerikanische Schauspielerin
- Grace, Max (* 1942), neuseeländisch-kanadischer Radrennfahrer
- Grace, Mckenna (* 2006), US-amerikanische Schauspielerin und SynchronsprecherinMckenna Grace (* 2006)

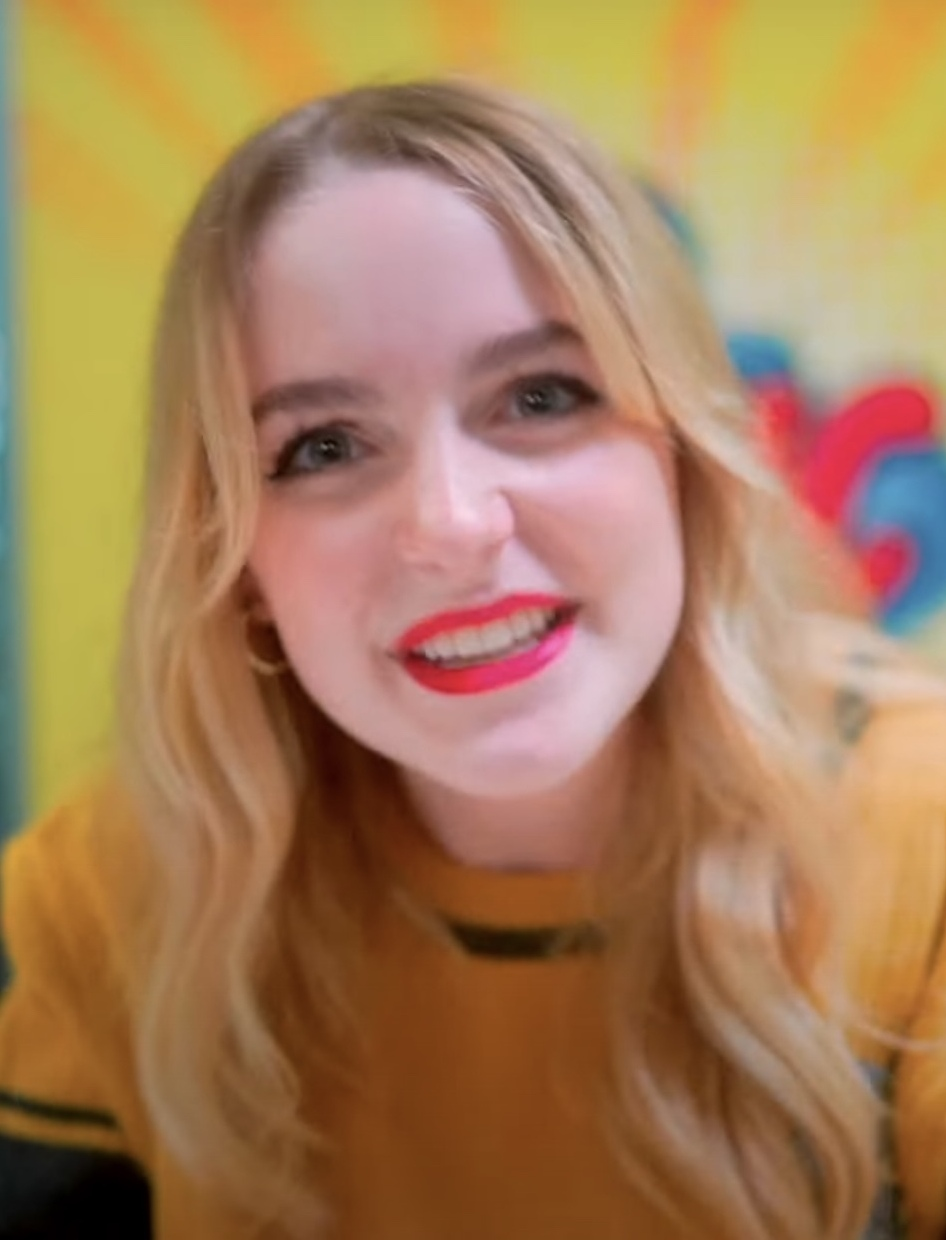
Mckenna Grace (* 2006)

- Grace, Nancy (* 1959), US-amerikanische Moderatorin
- Grace, Natalia (* 2003), US-amerikanische Schauspielerin
- Grace, Nickolas (* 1947), britischer Schauspieler
- Grace, Patricia (* 1937), neuseeländische Autorin der Māori-Renaissance
- Grace, Peter, Tonmeister
- Grace, Ricky (* 1966), australisch-US-amerikanischer Basketballspieler
- Grace, Robbie (* 1954), südafrikanischer Snookerspieler
- Grace, Sophie (* 2006), US-amerikanische Schauspielerin
- Grace, Teddy (1905–1992), US-amerikanische Jazz-Sängerin
- Grace, Thomas Samuel (1815–1879), britischer Missionar in Neuseeland
- Grace, Thomas-François de (1713–1798), französischer Agrarwissenschaftler und Schriftsteller
- Grace, Topher (* 1978), US-amerikanischer Schauspieler
- Grace, Virginia (1901–1994), US-amerikanische Klassische Archäologin
- Grace, W. G. (1848–1915), englischer Cricketspieler
- Grace, William Russell (1832–1904), US-amerikanischer Politiker
- Graceffa, Joey (* 1991), US-amerikanischer YouTuber
- Gracen, Elizabeth (* 1961), US-amerikanische Schauspielerin und Miss AmericaElizabeth Gracen (* 1961)

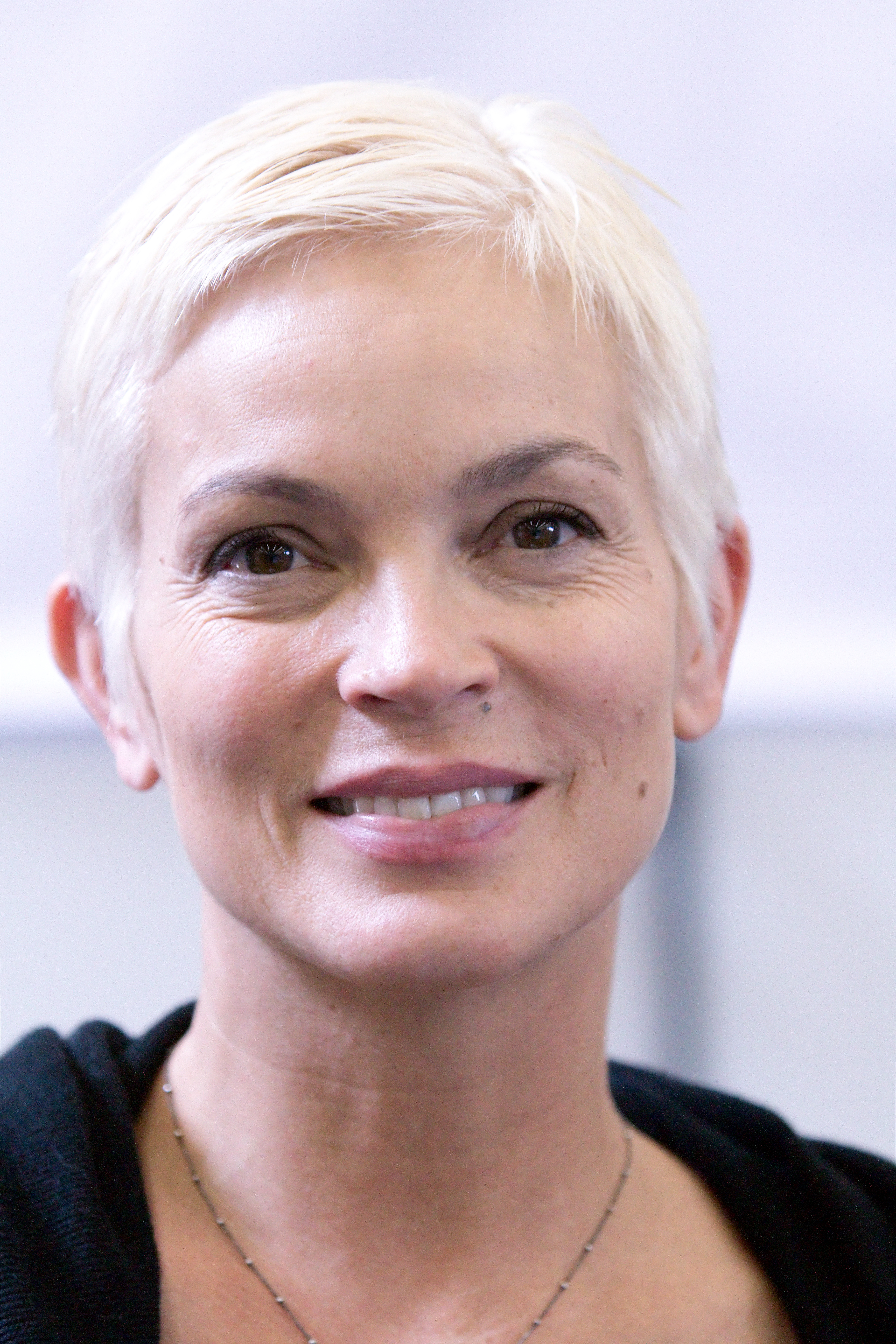
Elizabeth Gracen (* 1961)

- Gracen, Thelma (1922–1994), US-amerikanische Jazz- und Popsängerin
- Gracés, Marcelo (1976–2013), uruguayischer Straßenradrennfahrer
- Gracey, Douglas (1894–1964), britischer Offizier der British Indian Army
- Gracey, Michael, australischer Filmregisseur, Drehbuchautor, Filmproduzent und Künstler für visuelle Effekte

### Grach
- Grach, Friedrich (1812–1854), deutscher Offizier in der türkischen Armee
- Grach, Johann Baptist (1793–1851), deutscher Weingroßhändler und Politiker
- Grachane, Germano (* 1942), mosambikanischer Ordensgeistlicher, emeritierter römisch-katholischer Bischof von Nacala
- Gracheva, Varvara (* 2000), russisch-französische Tennisspielerin
- Gracht, Heiko Andreas von der (* 1978), deutscher Wirtschaftswissenschaftler

### Graci
- Gracia Arregui, Ignacio (* 1955), mutmaßliches Mitglied der Führungsspitze der baskischen Terrororganisation ETA
- Gracia García-Cumplido, Guadalupe (1881–1948), mexikanischer Militärarzt
- Gracia Gomes, Rui Fernando da (* 1985), spanisch-äquatorialguineischer Fußballspieler
- Gracia, Cédric (* 1978), französischer Mountainbiker
- Gracia, Giuseppe (* 1967), Schweizer Schriftsteller, Journalist und Kommunikationsberater
- Gracia, Iván (* 1984), spanischer Eishockeyspieler
- Gracia, Javi (* 1970), spanischer Fußballspieler und -trainer
- Gracia, Sancho (1936–2012), spanischer Schauspieler
- Gràcia, Sígfrid (1932–2005), spanischer Fußballspieler
- Gracián, Baltasar (1601–1658), spanischer Schriftsteller, Hochschullehrer und JesuitBaltasar Gracián (1601–1658)

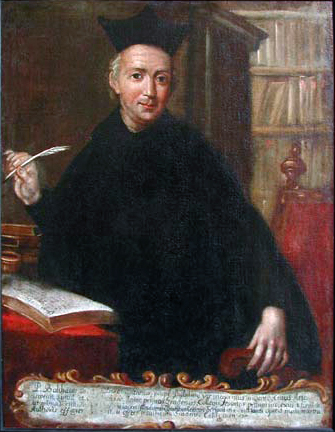
Baltasar Gracián (1601–1658)

- Graciano, Sérgio (* 1975), portugiesischer Fernseh- und Filmregisseur
- Gracias, Agnelo Rufino (* 1939), indischer römisch-katholischer Geistlicher, emeritierter Weihbischof in Bombay
- Gracias, Leopold (* 1949), tansanischer Hockeyspieler
- Gracias, Oswald (* 1944), indischer römisch-katholischer Geistlicher und emeritierter Erzbischof von Bombay
- Gracias, Valerian (1900–1978), indischer Geistlicher, Erzbischof von Bombay und Kardinal der römisch-katholischen Kirche
- Gracida, Carlos (1960–2014), mexikanischer Polospieler
- Gracida, René Henry (* 1923), römisch-katholischer Bischof von Corpus Christi
- Gracie, Archibald (1858–1912), US-amerikanischer Historiker, Geschäftsmann und Schriftsteller
- Gracie, Charlie (1936–2022), US-amerikanischer Rockabilly-Musiker
- Gracie, Hélio (1913–2009), brasilianischer Kampfsportler
- Gracie, Rener (* 1983), amerikanischer Kampfsportler
- Gracie, Renzo (* 1967), brasilianischer Kampfsportler
- Gracie, Rickson (* 1958), brasilianischer Kampfsportler
- Gracie, Royce (* 1966), brasilianischer KampfsportlerRoyce Gracie (* 1966)

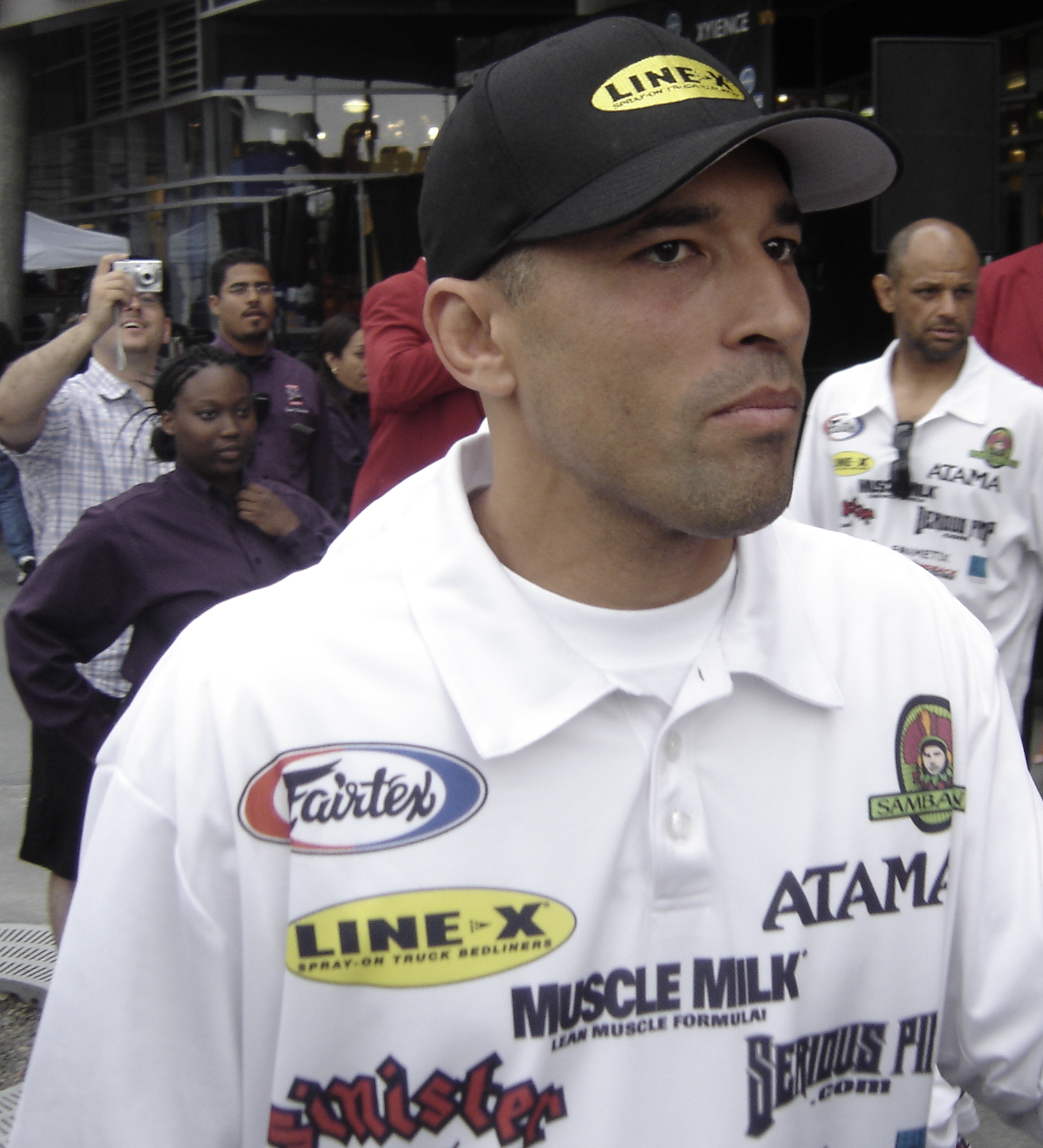
Royce Gracie (* 1966)

- Gracie, Royler (* 1965), brasilianisch-US-amerikanischer Kampfsportler
- Gracie, Samuel de Sousa Leão (1891–1967), brasilianischer Diplomat
- Gracious K, britischer Grime-Rapper

### Gracn
- Gračnar, Luka (* 1993), slowenischer Eishockeytorwart

### Gracq
- Gracq, Julien (1910–2007), französischer Schriftsteller

### Gracz
- Gracz, Maciek (* 1980), amerikanisch-polnischer Pokerspieler
- Graczyk, Jean (1933–2004), französischer Radsportler
- Graczyk, Roman (* 1958), polnischer Autor und Journalist
- Graczyk, Vincent (* 1984), französischer Straßenradrennfahrer